# Collado de Contreras
Collado de Contreras è un comune spagnolo di 192 abitanti situato nella comunità autonoma di Castiglia e León.